# Kringmos-klasse
De kringmos-klasse (Neckeretea) is een klasse van syntaxa die baseminnende, schaduwtolerante, epifytische en epilitische (micro)climaxvegetatie omvat waarin cryptogamen domineren.

## Naamgeving en codering
| Neckeretea complanatae Marst. 1986         |
| Hypnetea cupressiformis Jež. & Vondr. 1962 |

- Syntaxoncode voor Nederland (rVvN): r56
- Natura2000-habitattypecode (EU-code): H91E0

De wetenschappelijke naam Neckeretea is afgeleid van de botanische naam van de diagnostische mossoort glad kringmos (Neckera complanata).

## Fysiognomie
De vegetatiestructuur van alle gemeenschappen uit de kringmos-klasse wordt hoofdzakelijk bepaald door bladmossen; meestal betreft het slaapmossen.

## Ecologie

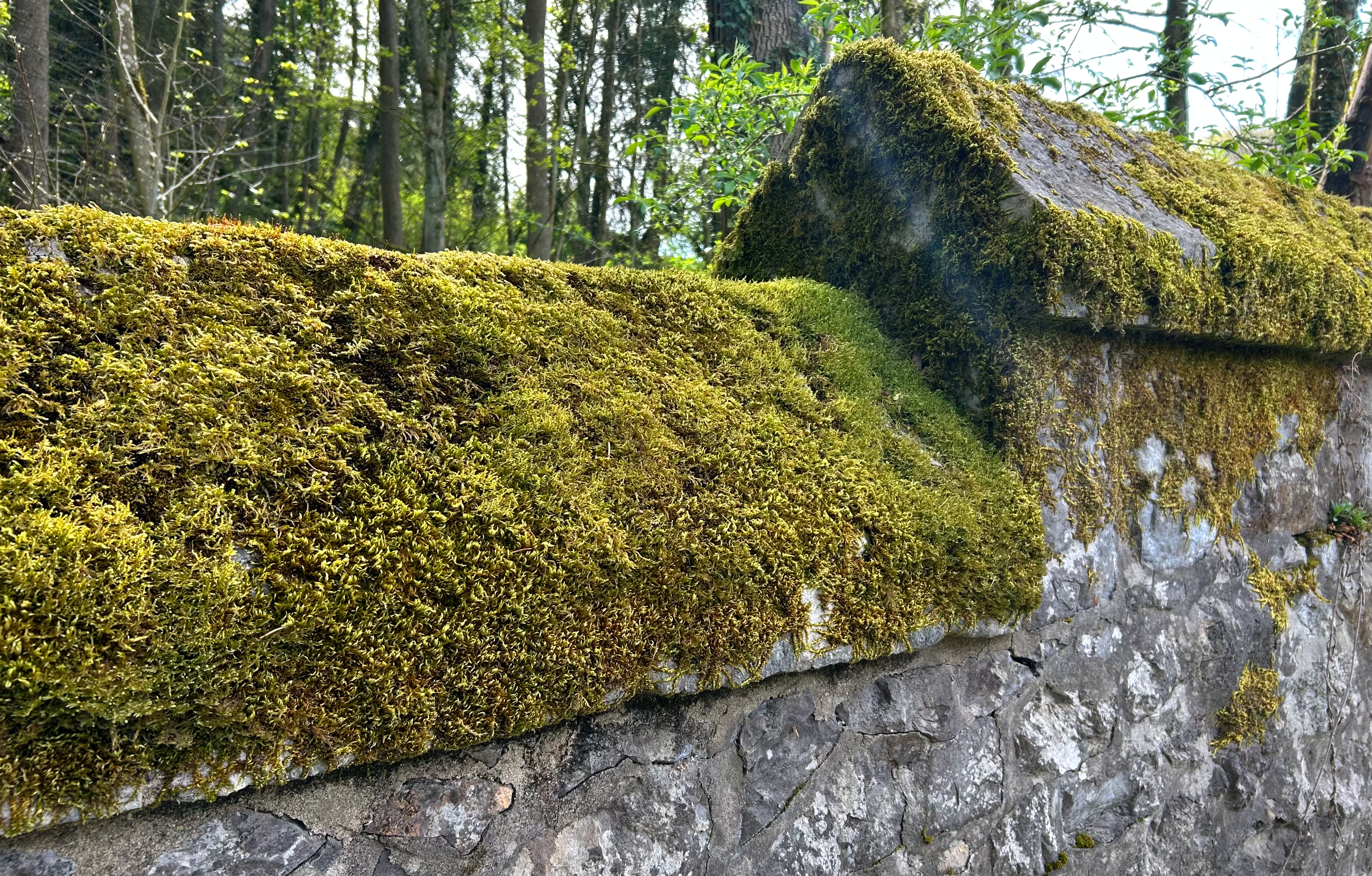
Muurvegetatie van de associatie van kringmos en geplooid palmpjesmos.

De gemeenschappen uit de kringmos-klasse groeien hoofdzakelijk op harde, solide substraten: dit kan zowel 100% organisch materiaal als 100% mineraal materiaal betreffen. Het kan gaan om de bast van levende bomen en (dikke) struiken, dood hout en solide steen. Soms ziet men echter wel dat er (diagnostische) taxa van gemeenschappen uit deze klasse epibryisch groeien in deze vegetatie.

## Onderliggende syntaxa in Nederland
De kringmos-klasse wordt in Nederland vertegenwoordigd door twee orden met beide één onderliggend verbond. In totaal gaat het om een viertal associaties.
- - uiterwaardmos-orde (Leskeetalia polycarpae)
    - uiterwaardmos-verbond (Leskeion polycarpae)
      - vloedvedermos-associatie (Fissidentetum gymnandri)
      - associatie van riviersterretje en uiterwaardmos (Syntrichio-Leskeetum)

  - kringmos-orde (Neckeretalia complatanae)
    - verbond van glad kringmos (Neckerion complanatae)
      - touwtjesmos-associatie (Sciurohypno-Anomodontetum)
      - associatie van kringmos en geplooid palmpjesmos (Neckero-Plasteurhynchietum)
      - RG Homalia trichomanoides-[Neckerion complanatae])

## Vegetatiezonering

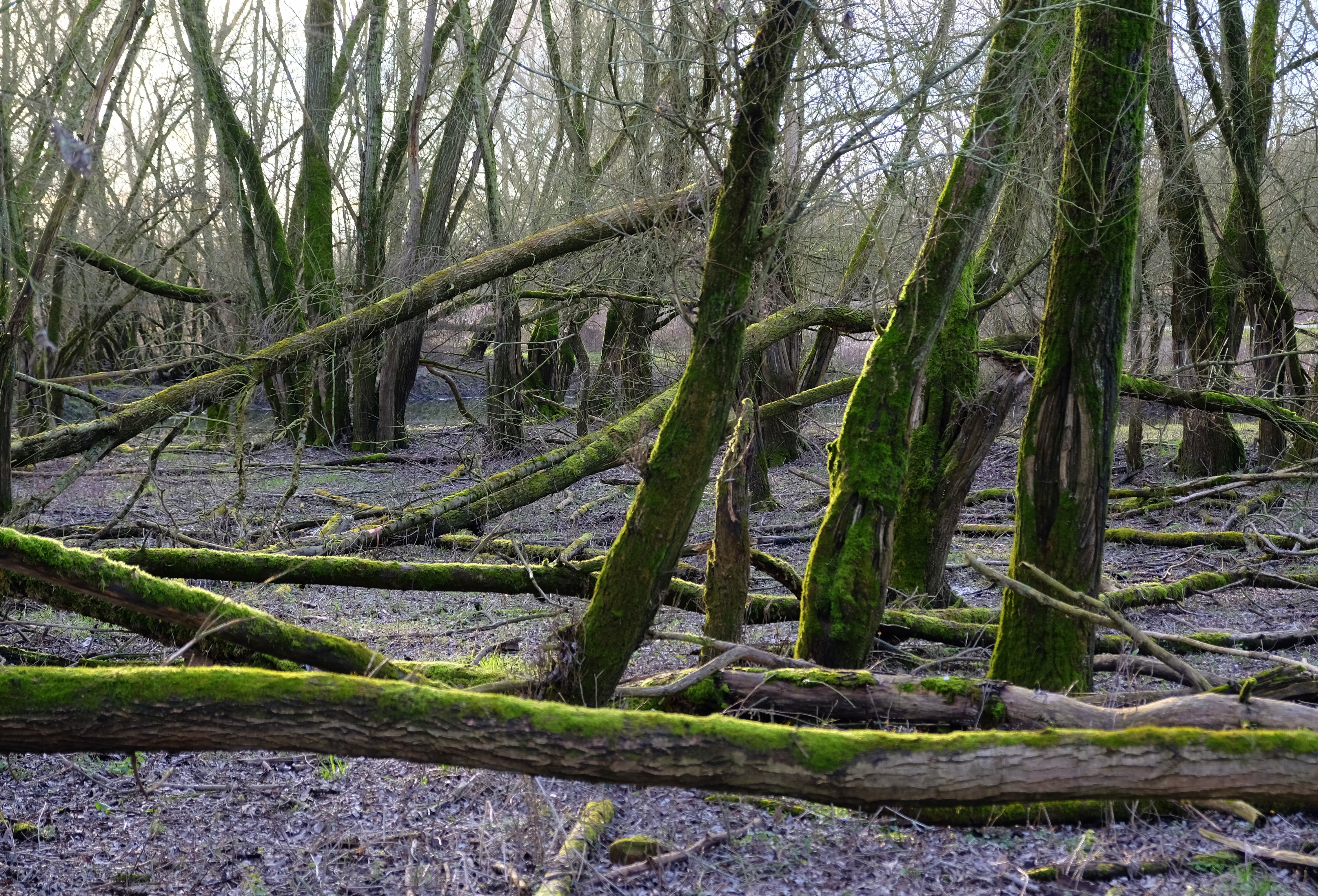
Vegetatie van de kringmos-klasse laat in de winter een duidelijke vegetatiezonering zien in vochtige loofbossen.

In de vegetatiezonering komt vegetatie van de kringmos-klasse meestal voor binnen loofbossen of loofstruwelen van de klasse van wilgenvloedbossen en -struwelen en de klasse van eiken- en beukenbossen op voedselrijke grond.

## Syndynamiek
Volwassen vegetatie van de kringmos-klasse is te herkennen aan de volumineuze slaapmosmatten en de vestiging van varens.

## Fotogalerij

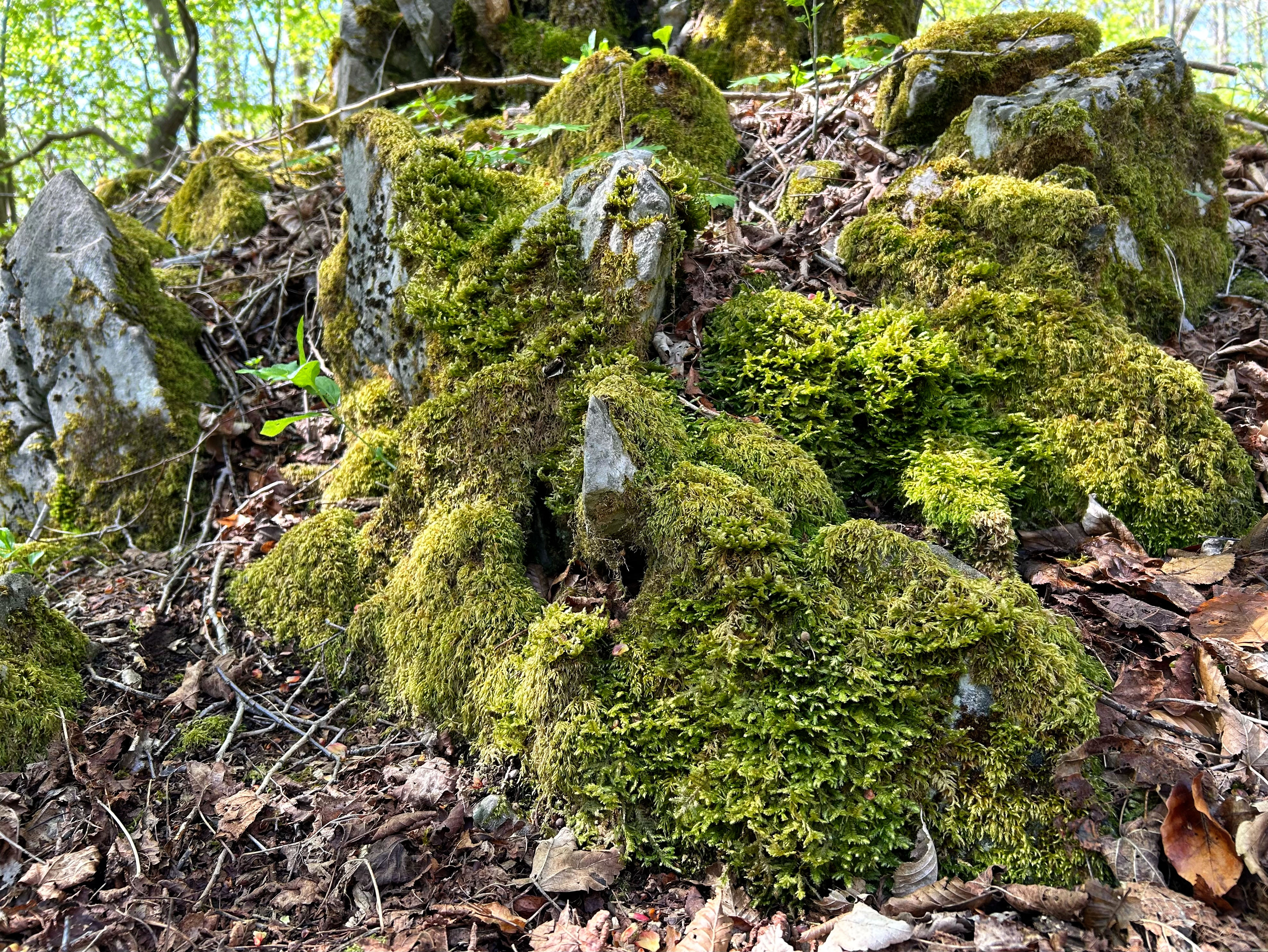
Rotsvegetatie van de associatie van kringmos en geplooid palmpjesmos
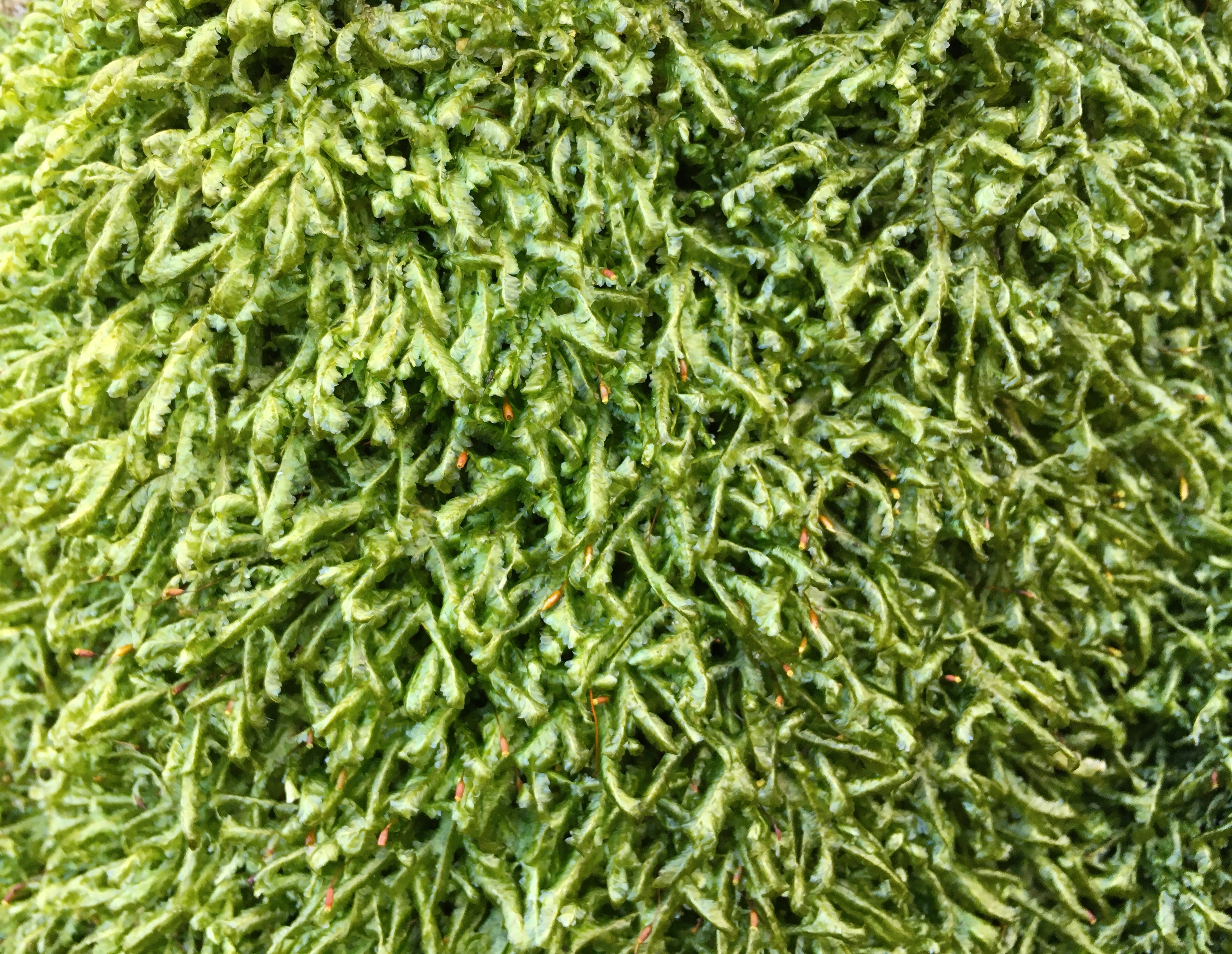
Vegetatie uit het verbond met veel spatelmos
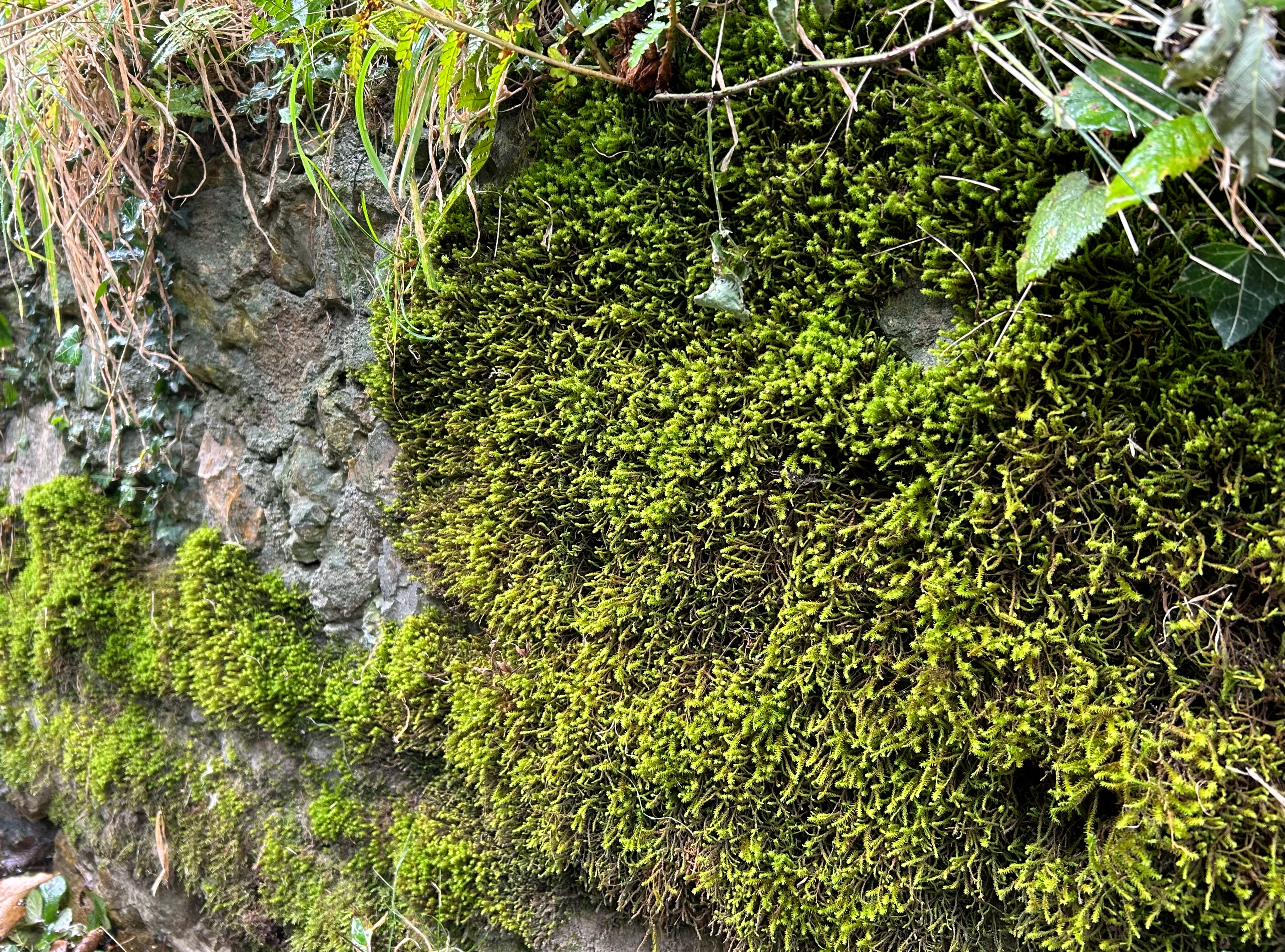
Epilitisch associatiefragment van de touwtjesmos-associatie